# سنجاب کلوس
سنجاب کلاس (نام علمی: Callosciurus albescens) نام یک گونه از سرده زیباسنجاب‌ها است.